# Laguna de los Prado
Laguna de los Prado es un caserío peruano ubicado en el distrito de La Arena, perteneciente a la provincia y departamento de Piura, al norte del Perú. 

## Ubicación
Laguna de los Prado se ubica al oeste de la provincia de Piura, en el distrito de La Arena, en el departamento de Piura.

## Demografía
En 2017 Laguna de los Prado tenía una población de 384 habitantes.